# Asynchronous Time Division
Asynchronous Time Division (ATD) oder Asynchronous Time Division Multiplexing (ATDM), auf Deutsch Asynchrones Zeitmultiplex (auch Statistisches Zeitmultiplex), ist ein dynamisches Multiplexverfahren, bei dem die Datenblöcke der Benutzer nicht in einem festen Takt, sondern abwechselnd und nach Bedarf übertragen werden.
Ein am Multiplexer ankommender Datenstrom wird in Pakete aufgeteilt, die dann in Zeitabschnitten fester oder variabler Länge (Zeitschlitzen oder Zeitscheiben) gesendet werden. Dabei werden die Pakete der verschiedenen Benutzer abwechselnd gesendet. Für jeden Benutzer sieht es so aus, als habe er den Kanal für sich alleine, wenn auch – je nach Auslastung – mit möglicherweise geringerer Geschwindigkeit.
Im Gegensatz zum Synchronen Zeitmultiplex (STD), bei dem auch jeder Benutzer abwechselnd bedient wird, jedoch einen stets gleich groß bemessenen Zeitschlitz erhält, während er Daten übertragen kann, sind beim ATD die Zeitscheiben nicht gleichmäßig, sondern nach Bedarf auf die Benutzer verteilt. Dies geschieht, indem zusätzlich noch Kanalinformationen mit gesendet werden, um den Sender eindeutig zu identifizieren. Dadurch wird der Kanal besser ausgenutzt, wenn einige Teilnehmer gerade nicht senden, was eine variable Übertragungsrate ermöglicht. Der Nachteil ist ein größerer Aufwand beim Wiederherstellen (Demultiplexen) der Daten und ein größerer Protokollaufwand, da dieser im Falle einer Vollauslastung die effektive Bandbreite im Gegensatz zum synchronen Zeitmultiplexen verringern kann. Das STD-Verfahren ist einfacher, aber weniger effektiv als das ATD, da beim STD der Zeitschlitz auch dann reserviert ist, wenn es gar keine Daten zu übertragen gibt.

## Vergleich von ATDM und STDM
- ATDM nutzt die Übertragungskapazität der Leitung besser aus als STDM.
- ATDM funktioniert unter großer Last schlechter, da Kollisionen beim gleichzeitigen Zugriff auf den gleichen Zeitschlitz die Übertragung behindern können.
- STDM kann jedem Benutzer Übertragungskapazität garantieren, was ATDM nicht kann.
- STDM teilt die vorhandene Übertragungskapazität unter Volllast genau gleichmäßig unter den Nutzern auf. Bei {\displaystyle n} Nutzern erhält jeder Nutzer {\displaystyle {\frac {1}{n}}} der Übertragungskapazität.

Alle breitbandigen Hochgeschwindigkeitsnetze verwenden STDM.